# Biološki inštitut Jovana Hadžija
Biološki inštitut Jovana Hadžija je slovenski inštitut, ki ga je ustanovila Slovenska akademija znanosti in umetnosti. Inštitut je z delom začel leta 1948, 21. marca 1950 pa je SAZU na letni skupščini potrdila njegov pravilnik. Inštitut je začel z rednim delom leta 1951, takrat pa je imel dva redna in dva zunanja sodelavca.
Inštitut je vodil od njegove ustanovitve do leta 1972 akademik Jovan Hadži, po katerem je inštitut dobil tudi ime. Od leta 1973 do leta 1987 je bil upravnik inštituta akademik Jože Bole, med letoma 1987 in 1995 Andrej Seliškar, v letih 1993-1994 Narcis Mršić. Od leta 1995 do leta 2003 je bil prestojnik Andraž Čarni, od leta 2003 do 2006 Branko Vreš, od leta 2006 do 2008 ga je kot vršilec dolžnosti vodil Oto Luthar (ponovno 2017/18), od leta 2008 do 2017 Matjaž Kuntner, od 2018 Urban Šilc. Leta 1975 je bilo na inštitutu zaposlenih 15 rednih sodelavcev, leta 1985 20, trenutno pa je v njem zaposlenih 13 sodelavcev. Od leta 2018 ima inštitut svoje prostore na Raziskovalni postaji Barje ZRC SAZU na Igu.
Osnovna naloga delavcev inštituta je preučevanje flore, favne in vegetacije kopenskih biotopov Slovenije.
Inštitut se vključuje tudi v različne projekte in podaja mnenja za potrebe različnih uporabnikov (Ministrstvo za okolje in prostor, Ministrstvo za promet, Zavodi za naravno in kulturno dediščino, različne lokalne skupnosti, ...). S svojim delom se vključuje tudi v mednarodne znanstvene projekte.

## Organizacija
Organizacijsko je inštitut razdeljen v štiri raziskovalne skupine:
- Skupina za temeljno botaniko zbira gradivo za Atlas flore Slovenije in sodeluje pri Atlasu flore Evrope. Raziskuje endemizem in polimorfizem vaskularne flore Slovenije. Ukvarja se s preučevanjem gozdnih združb ter ruderalno, robno, alpinsko, segetalno, traviščno, močvirsko in vodno vegetacijo. V tem okviru pripravlja sinteze posameznih skupin fitocenoz. Ukvarja se tudi s preučevanjem zgodovine in razvoja gozdne vegetacije v Sloveniji, zlasti v postglacialnem obdobju.
- Skupina za temeljno zoologijo se ukvarja z raziskavami metuljev, pajkov in drugih zooloških tem. Poleg sistematike se ukvarjajo tudi z ekologijo, zoogeografijo, vedenjsko biologijo in globalnim segrevanjem.

## Zbirke
V okviru inštituta je urejenih več zbirk:
- Aranhološka zbirka (pajki)
- Herbarijske zbirka
- Lepidopterološka zbirka (metulji)
- Palinološka zbirka